# Napfonat (együttes)
A Napfonat 2018-ban alakult magyar női a cappella énekegyüttes, amelyben az énekhangot ütőhangszerek kísérik. Tagjai kulturális hátterükből fakadóan is különböző világokat képviselnek – van köztük felvidéki, erdélyi és oroszországi származású –, de zenei múltjuk is eltérő: a jazz, a könnyűzene és a népzene irányából is érkeztek tagok az együttesbe.

## Stílusa
Az együttes részben a magyar népzene gyökereihez, részben más népek kultúrájának közös zenei magjához igyekszik visszanyúlni, és ezek segítségével megalkotott dalaikkal reflektálnak a körülöttük zajló világra. Dalaik néha polifonikus egységben, kórusra emlékeztető módon szólnak, máskor csak egy-egy egyéni hang lép előtérbe, amihez a többi énekhang csak aláfestést biztosít. Dalaikat saját maguk kísérik a ritmikát adó ütő- és pengetős hangszerekkel.

## Története
Első, 2021-ben kiadott, Szól a világ című albumukon különböző kultúrák népdalait dolgozták fel; ezt 2022-ben „az év hazai világ- vagy népzenei albuma vagy hangfelvétele” kategóriában Fonogram díjra jelölték. Következő, tematikus nagylemezük, a Harmatcseppben él a világ bennem elsősorban saját szövegekre, szerzeményekre épül; ez 2023-ban a World Music Charts Europe világzenei toplistáján 11. helyezést ért el. 2023 decemberében újabb, adventi tematikájú lemezük jelent meg, Égből, Fényből… címmel, ami főleg abban tért el a korábbiaktól, hogy az ének mellett teret kapott az instrumentális zene is: az együttes tagjai különböző hangszerekkel kiegészülve szólaltatták meg a téli ünnepkörhöz kapcsolódó, népi és egyházi eredetű énekeket.
Rendszeresen lépnek fel magyar könnyűzenei és világzenei fesztiválokon, de voltak már koncertjeik Lengyelországban, Csehországban, Szlovákiában, Észtországban és Finnországban is. Többször voltak meghívott vendégek Palya Bea fellépésein, szerepeltek a Hangfoglaló 2020-as nyertesei között, énekeltek a 2021-es Nemzetközi Eucharisztikus Kongresszuson Ferenc pápa zárómiséje előtt Sena Dagaduval, valamint A Dal 2022. évi döntőjébe is bekerültek a Mint a zápor című dalukkal.

## Tagok
- Szalay Henriett
- Szarka Anita
- Tóth Eszter
- Tóth Orsolya
- Volkova Krisztina (Farkas Krisztina Renáta)